# Список умерших в 994 году

## Март
- 9 марта — Виталий из Кастронуово, монах, отшельник, католический святой.

## Май
- 11 мая — Майоль Клюнийский, католический святой, монах-бенедиктинец, четвёртый аббат Клюни (954—994)[1].

## Июнь
- 24 июня — Абу Иса аль-Варрак, арабский учёный, скептик, критик ислама и религии в целом.

## Июль
- 8 июля — Рихарда из Зуалафельдгау, маркграфиня Австрии (976—994), супруга первого маркграфа Австрии из династии Бабенбергов Леопольда I[2].
- 10 июля — Леопольд I, первый маркграф Австрии (976—994) из династии Бабенбергов[3].

## Август
- 28 августа — Гедвига, герцогиня Швабии, жена герцога Бурхарда III[4].

## Октябрь
- 28 октября — Сигерик Серьёзный, англосаксонский церковный деятель, паломник, архиепископ Кентерберийский (990—994).
- 31 октября — Вольфганг Регенсбургский, миссионер и епископ Регенсбурга, святой.

## Декабрь
- Санчо II Абарка, король Наварры (970—994)[5].

## Дата смерти неизвестна или требует уточнения
- Абу Али аль-Мухассин ат-Танухи, арабский писатель.
- Абу Талиб, арабский и персидский поэт и путешественник.
- Баграт II, царь картвелов и правитель Тао-Кларджети из династии Багратионов (961—994), эриставт-эристави (954—958).
- Идвал ап Мейриг, король Гвинеда (993—994)[6].
- Иоанн II, князь Салерно (983—994).
- Абу Бакр аль-Калабади, ханафитский факих, автор одного из самых известных ранних систематических трудов по мистицизму на арабском языке.